# Naafkopf
Naafkopf är en bergstopp där länderna Liechtenstein, Schweiz och Österrike möts. Den ligger 11 km sydost om Liechtensteins huvudstad Vaduz. Toppen på Naafkopf är 2 570 meter över havet, eller 591 meter över den omgivande terrängen. Bredden vid basen är 8,6 km. Naafkopf ingår i Rhätikon.